# 寿昌镇
寿昌镇，是中华人民共和国浙江省杭州市建德市下辖的一个乡镇级行政单位。

## 行政区划
寿昌镇下辖以下地区：
横山社区、东昌社区、西湖社区、望江社区、童家社区、三岩村、石泉村、东门村、城北村、城中村、河南里村、十八桥村、卜家蓬村、红路村、余洪村、大塘边村、陈家村、山峰村、桂花村、永嘉桥村、南浦村、西门村、周村、童家村、绿荷塘村、西华村、乌石村和金桥村。

## 交通
- 320国道过境。 330国道终点。